# Обстрел Краматорска 10 февраля 2015 года
Обстре́л Крамато́рска 10 февраля́ 2015 го́да — ракетный обстрел военного аэродрома и жилых кварталов города Краматорска, которые во время войны на востоке Украины находились под контролем украинских властей. В результате обстрела погибли 17 человек, 60 — ранены.
Согласно выводам специальной мониторинговой миссии ОБСЕ, причиной произошедшего стал обстрел с юго-восточного направления ракетами реактивной системы залпового огня «Смерч», снаряжённых кассетными боеприпасами.

## Ход событий
По информации СНБО Украины, атака была произведена в 12:30 по местному времени. Всего были выпущены 32 ракеты из реактивных систем залпового огня «Смерч», из которых 18 упали в районе штаба АТО, а 14 — в жилых кварталах. Часть ракет попала в центр города — пострадала его центральная площадь и Дворец культуры и техники НКМЗ. По данным СБУ, в результате обстрела было повреждено 41 здание.

## Версии

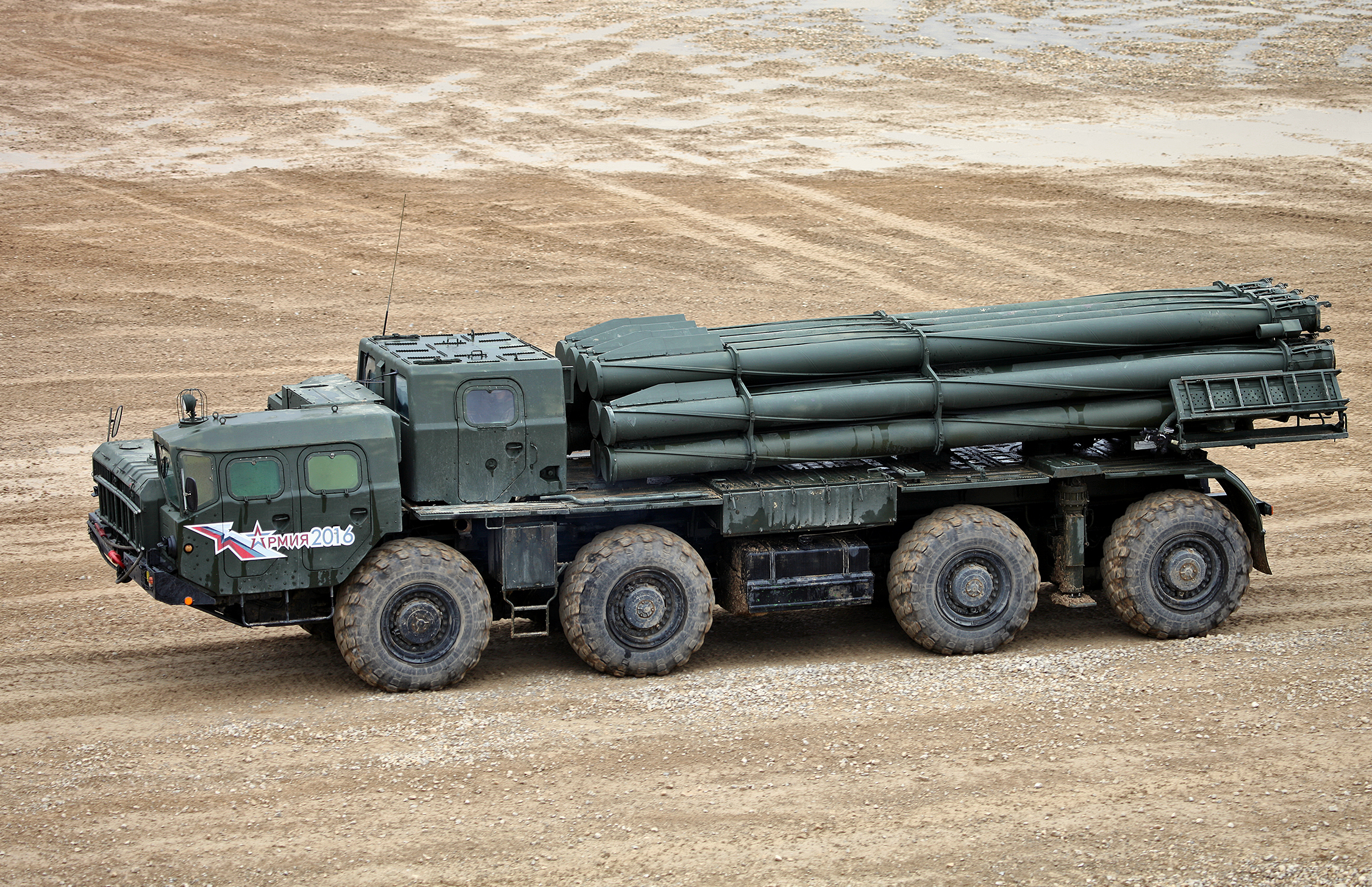
РСЗО Смерч

### Украина
По информации Генштаба ВСУ, город был обстрелян из реактивных систем залпового огня «Смерч», а не «Торнадо», как сообщалось ранее.

### ДНР
Представитель самопровозглашённой ДНР Эдуард Басурин заявил, что «даже если бы мы хотели, мы бы не смогли попасть в тот район, в котором был взрыв в Краматорске».

## Расследование

### ОБСЕ
Сотрудники специальной мониторинговой миссии ОБСЕ находились в момент обстрела в Краматорске и непосредственно наблюдали ракетную атаку (так, одна из ракет упала в 30 м от миссии и не взорвалась). Сотрудники миссии слышали не менее четырёх взрывов, наблюдали три неразорвавшиеся ракеты, а также кассетные суббоеприпасы. Неразорвавшиеся ракеты были идентифицированы миссией как 300-мм боеприпасы, выпущенные из РСЗО «Смерч» или «Торнадо». Основываясь на непосредственном наблюдении, анализе фотографий и карт, миссия сделала вывод, что обстрел вёлся с юго-юго-восточного направления. Непосредственный анализ кратеров не проводился по соображениям безопасности. 11 февраля специалисты миссии ОБСЕ провели повторное обследование места обстрела, включавшее непосредственный анализ двух кратеров с анализом сохранившихся остатков ракет и угла их падения. Результаты обследования подтвердили ранее сделанные миссией выводы о типе боеприпасов и направлении обстрела. Было отмечено, что ракеты были снабжены кассетной боевой частью с суббоеприпасами противотанкового и противопехотного действия.

## Пострадавшие
На утро 12 февраля было известно о 64 пострадавших (29 военных и 35 гражданских лиц), в том числе 17 человек погибли и 47 получили ранения (из них девять находились в тяжёлом состоянии). По уточнённым данным ранено было 60 человек.

## Реакции
Главная военная прокуратура Украины квалифицировала обстрел Краматорска как террористический акт.

## Память
В третью годовщину обстрела в Краматорске был поставлен Мемориал памяти погибших в виде стеклянного куба с вонзённым в него снарядом. На кубе нанесены фраза «Сколько людей еще должно погибнуть?» и имена погибших.